# AKTIP
AKTIP‏ (AKT interacting protein) هوَ بروتين يُشَفر بواسطة جين AKTIP في الإنسان.